# Achter op 't Zand
Achter op 't Zand is een straat in de binnenstad van de Noord-Hollandse stad Hoorn. De straat is direct gelegen aan de Grashaven en verbindt het Visserseiland met het Oostereiland. De straat heeft geen rijks- of gemeentelijke monumenten, maar wel een aantal beeldbepalende panden, en maakt deel uit van het op 24 juli 1970 ingestelde Rijksbeschermd gezicht Hoorn.

## Geschiedenis
"Achter op 't Zand" verwijst naar de oorsprong van de straat, die aangelegd is op bagger uit de Ooster- en Westerhaven, die gebruikt werd om de zuidkant van de Italiaanse Zeedijk op te hogen, in 1684. De straat begon als een brede strook land die naar de Zuiderzee afliep. Bij een zware storm in 1775 liep dit gebied, alsmede een groot deel van Hoorn, onder water. Om herhaling te voorkomen werd een dijk aangelegd, die in 1778 voltooid was. Aanvankelijk was dit een zeewerende dijk maar later werden er ook woningen gebouwd. Vanwege de vele reders en kooplieden die handel dreven met Italië en het Middellandse Zeegebied, kreeg de dijk uiteindelijk de naam Italiaanse Zeedijk. Later werden ook meer naar de haven toe huizen gebouwd: de uiteindelijke straat. Langs de Grashaven lagen hopen ballastzand voor vertrekkende schepen. Daaraan heeft de straat haar naam te danken

## Verloop
Achter op 't Zand loopt vanaf het West met een bocht langs het water van de Grashaven in oostelijke richting naar het Hoofd en de Schuijteskade. Hierdoor is alleen het eerste stuk gebogen; de rest van de straat is recht. De straat heeft geen kruisingen, maar is wel door middel van een aantal stegen verbonden met de Italiaanse Zeedijk. Het gaat hierbij om de volgende stegen, van west naar oost:
1. Jan Haringsteeg
2. Pompsteeg
3. Melknapsteeg

Straten: ABC
· Achter de Vest
· Achter op 't Zand
· Achterom
· Achterstraat
· Appelhaven
· Baanstraat
· Bierkade
· Binnenluiendijk
· Breed
· Breestraat
· Buurtje
· Dal
· Draafsingel
· Dubbele Buurt
· G.J. Henninkstraat
· Gasfabriekstraat
· Gedempte Appelhaven
· Gedempte Turfhaven
· Gerritsland
· Gouw
· Grashaven
· Gravenstraat
· Grote Noord
· Grote Oost
· Hoge Vest
· Jeudje
· Italiaanse Zeedijk
· Keern (gedeeltelijk)
· Kerkstraat
· Kleine Noord
· Kleine Oost
· Koepoortsweg (gedeeltelijk)
· Korenmarkt
· Korte Achterstraat
· Kruisstraat
· Kuil
· Lange Kerkstraat
· Lindestraat
· Munnickenveld
· Muntstraat
· Nieuwe Noord
· Nieuwendam
· Nieuwland
· Nieuwstraat
· Noorderstraat
· Onder de Boompjes
· Oude Doelenkade
· Pakhuisstraat
· Peperstraat
· Ramen
· Scharloo
· Schuijteskade
· Slapershaven
· Spoorstraat
· Trommelstraat
· Turfhaven
· Veemarkt
· Veermanskade
· Venidse
· Vijzelstraat
· Vismarkt
· Visserseiland
· Vollerswaal
· West
· Westerdijk
· Wisselstraat
· Zon

Pleinen: De Driestal
· Kazerneplein
· Kerkplein
· Koepoortsplein
· Noorderveemarkt
· Roode Steen
· Vale Hen

Stegen: 't Glop
· Appelsteeg
· Arminiaanse Glop
· Bagijnensteeg
· Bottelsteeg
· Bottersteeg
· Broeksteeg
· Brouwerijsteeg
· Clara's Klooster
· De Zak
· Duinsteeg
· Foreestensteeg
· Geldersesteeg
· Gortsteeg
· Hanekamsteeg
· Hemelsteeg
· Hoogesteeg
· Jan Haringsteeg
· Jan van Necksteeg
· Jeroenensteeg
· Kleine Havensteeg
· Kloppoort
· Knipboogsteeg
· Mallegomsteeg
· Melknapsteeg
· Molsteeg
· Mosterdsteeg
· Nieuwsteeg
· Oosterkerksteeg
· Paardensteeg
· Paradijssteeg
· Pieterseliesteeg
· Pompsteeg
· Proostensteeg
· Schellinkhoutersteeg
· Schoolsteeg
· Schotland
· Sliep Schaar en Messteeg
· Slijksteeg
· Smelterssteeg
· Tempelsteeg
· Turfsteeg
· Watertje
· Wester St. Jansteeg
· Wijdebrugsteeg
· Wijdesteeg
· Zevenhoeksesteeg
· Zoutkeetsteeg